# Commanderie de Balsall
La Commanderie de Balsall se trouve dans l'arrondissement de Solihull dans la région des West Midlands en Angleterre. Autrefois, il s'agissait de la région du Warwickshire.

## Histoire

### Les Templiers et les Hospitaliers

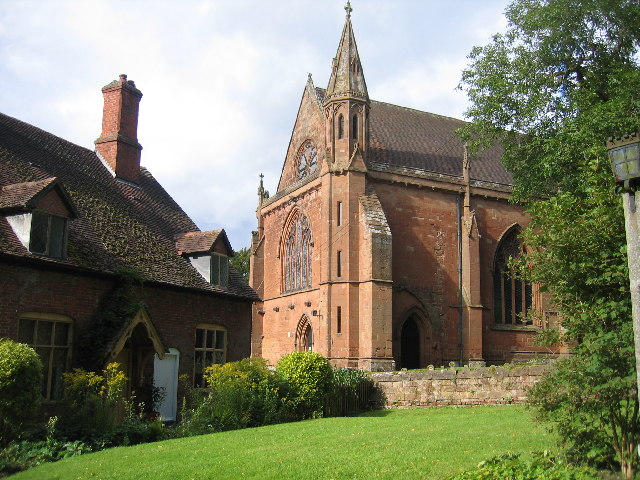
Vue de l'église de la Commanderie de Balsall.

La commanderie était à l'origine une seigneurie donnée aux Templiers en reconnaissance de leur service dans les croisades. Le donateur, si l'on se réfère aux écrits des Templiers à propos de leurs biens en 1185, était Roger de Mowbray, fils de Nigel d'Aubigny (aussi appelé Albini, Alney,...).
Au moment de la dissolution de l'ordre du Temple, huit templiers de Balsall ont été arrêtés :
- John de Coningeston
- Thomas le Chamberlayn
- William de Burton
- William de Warewyk (aumônier)
- Robert de Sautre
- Roger de Dalton
- John de Euleye

Le site a été ensuite confié aux Hospitaliers de l'ordre de Saint-Jean de Jérusalem, qui le perdirent à leur tour quand Henri VIII a dissous les monastères. Élisabeth Ire donna ensuite les terres à Robert Dudley, comte de Leicester.

## Organisation
La commanderie avait des ramifications et régissait d'autres terres, données elles aussi en reconnaissance de l'action des templiers en Terre sainte :
- Chilverscoton
- Cubbington
- Fletchampstead Hermitage
- Herdwicke Harbury
- Sherbourne
- Studley
- Temple Tysoe
- Warwick
- Wolvey

Toutes ces possessions représentaient environ 650 acres.